# Mondex

Mondex 標誌

Mondex是一款使用智能卡的電子收費系統，最初於1990年由英國國民西敏銀行開發，經過5年的試驗，於1995年開始於Swindon作測試，及後多個國家及地區均引進這套系統。1996年萬事達國際組織買下了Mondex 51%的股份。1997年，英國的De La Rue公司成為了Mondex的合作伙伴。
在1996年買下Mondex後，萬事達國際組織放棄了本身開發的Mastercard Cash電子收費系統。然而，隨著科技的進步，傳統的Mondex接觸式電子現金業務已過時，取而代之的是非接觸式電子現金業務。在台灣，萬事達國際組織重新將非接觸式電子現金業務命名為Mastercard Cash。

## 香港
1990年代末，Mondex曾在香港推廣，在一些專線小巴、居民巴士及商店使用Mondex系統，但付款不及輕觸式的八達通系統方便，及後陸續被八達通所取代。中文大學一度聯同恆生銀行推出Mondex「中大通」作為學生證，並用作付費之用，及後在學生反對下停用。

## 台灣
2003年12月27日，萬事達國際組織與宏碁團隊標得中華民國（台灣）高雄市政府交通局主辦之南部七縣市電子票證系統。2005年9月5日起，開始試行PayPass卡片。2006年6月20日，結合MasterCard Cash的TaiwanMoney儲值卡與學生卡正式於台灣南部七縣市上市。2007年6月1日，高雄市政府交通局與TaiwanMoney Card建置團隊宣佈TaiwanMoney Card正式運轉。